# Du Wenxiu

Segell de Du Wenxiu

Du Wenxiu —en xinès simplificat: 杜文秀; en xinès tradicional: 杜文秀; en pinyin: Dù Wénxiù; en Wade–Giles:Tu Wen-hsiu— (1826–1873) fou un notable musulmà de la Xina, sultà de Dali (Tali) al Yunnan i cap de l'anomenada "revolta Panthay", un moviment nacional musulmà al sud de la Xina durant la dinastia Qing. Va néixer a Yongcheng (Yunnan occidental) el 18 de desembre de 1826, fill d'un xinès han convertit a l'islam i d'una dona han, i se'l suposa adepte del moviment regeneradors musulmà del Xin Jiao ("Nou Ensenyament"). El seu nom de naixement era Yang Xiu Sulayman. Als 13 anys es va presentar a l'examen sobre clàssics confucians a l'escola pública local i va aconseguir una qualificació excel·lent. El funcionari han que el va examinar (que discriminava als xinesos i els musulmans) li va ordenar agafar el nom de la seva mare (Du/Tu) i llavors va canviar el seu nom a Du Wenxiu (Wenxiu vol dir "de gran cultura literària i maneres distingides"); no obstant quan podia es feia anomenar Yang Sulayman. Va entrar a l'escola alcorànica local i va estudiar sis anys i fou deixeble de Man Ankuo i va ser declarat ahund el 1843.
Al començament de la dècada de 1850 van començar a esclatar revoltes musulmanes aïllades (1853) que van acabar concentrades a Yunnan Fu (moderna Kunming) i a la regió occidental de Tali (moderna grafia Dali). Diverses revoltes locals es van unir a meitat del 1856 al Yunnan oriental i el gran imam Yusuf Ma (en xinès Ma Te-Hsing o Ma-Fu-Chu) fou escollit cap espiritual, però la direcció efectiva va quedar en mans dels seus deixebles, especialment Hsu Yuan-ji i un militar de carrera de nom Ma Ju-Lung. L'imam era un moderat que va expandir l'islam i va recomanar negociar, però Ma Ju-Lung era un oportunista. Du Wenxiu va anar en aquell moment a la capital provincial Yunnan-Fu (Kumming o Kung-ming) per seguir els estudis amb Ma Fu-ch'u, l'erudit musulmà i cap espiritual de la revolta musulmana al Yunnan oriental, i quan alguns dels seus parents foren morts per les milícies hans, es va unir a la revolta. Els rebels de Tali van elegir llavors cap a Wenxiu per la seva cultura literària i per la seva honestedat però algunes llegendes musulmanes ho atribueixen al seu karamat; va agafar el títol de kaid djami al-muslimin (cap de tots els musulmans [de Yunnan]) o Chung-t'ung P'ing-ma Tayüen-shuai (Generalíssim de totes les Forces Armades i de la Cavalleria) tot i que a Occident fou conegut com a sultà Sulayman.
Entre 1855 i 1862 els rebels van assetjar tres vegades Yunnan Fu i van causar moltes pèrdues als imperials i a les milícies xineses locals, però sense poder ocupar la ciutat. El governador de Yunnan va adoptar una política de perdó i pacificació donant alguns càrrecs i títols honorífics als caps rebels orientals. L'imam fou elevat a beg de Yunnan (equivalent al Xaikh al-Islam otomà). Els rebels orientals van passar a ser lleials a la Xina i les seves pròpies forces manades per Ma Ju-Lung foren encarregades de reprimir la revolta a altres llocs (a l'oest). Tu Wen-Hsiu o Du Wenxiu encapçalava als musulmans occidentals que es mantenien rebels i dominaven Tali o Dali des de 1855; a diferència dels seus antics companys, exigia un estat musulmà independent dins la Xina. Du Wenxiu es va proclamar sultà amb el nom de Sultan Sulayman; Dali fou la seva capital i el sultanat fou anomenat Ping-nan-kuo que vol dir Regne Pacífic del Sud; es va crear un tribunal islàmic per aplicar la xaria però només pels musulmans, i sense autoritat sobre els xinesos, als que es van aplicar les lleis vigents sota els Ming; es van crear moltes escoles islàmiques i es van produir moltes conversions voluntàries. Du Wenxiu va oferir un alt càrrec a la seva cort a Ma Ju-Lung i aquest va refusar al·legant que ja servia al gran imam Ma Te-Hsing, ara beg del Yunnan; hi havia també un conflicte ideològic: els rebels orientals eren conservadors oposats a les coses noves i a les reformes (moviment Kê-Ti-Mu, en àrab al-Kadim, conegut com a Gedimu, els Antics), i en canvi el sultà de Tali/Dali era reformista i tenia el suport de la secta progressista dels Jahriyya, expulsada del Kansu oriental. El sultà Ma fou convidat a ser tanmateix el cap espiritual del sultanat de Dali/Tali, però va refusar. El moviment conservador Kê-Ti-Mu va donar suport als manxús contra els musulmans de Tali. Va governar de fet durant 17 anys, els darrers 8 com a sultà (1864-1872)
La manca d'armament modern, la defecció dels caps hans no musulmans del sultanat, i la manca de suport dels musulmans orientals, va provocar l'enfonsament del sultanat de Dali al cap de 8 anys. Als darrers anys el sultà va buscar suport als estats europeus i el 1872 una delegació del sultà dirigida pel seu fill adoptiu, príncep Hasan, va anar a Londres per comprar armament i obtenir reconeixement com a sultà feudatari de la reina Victòria; però el govern britànic estava negociant en aquell moment algunes concessions comercials amb el govern de Pequín i no va voler trencar les relacions amb els manxús abandonant al sultà. Aquest tampoc va aconseguir el suport del sultà otomà. La ciutat de Tali (Dali) va caure en mans dels imperials el gener del 1873, el que fou gairebé el final de l'anomenada revolta Panthay.
Du Wenxiu fou decapitat pels imperials després de mort i el seu cos fou enterrat a Xiadui. Una filla hauria pogut fugir a Birmània i hauria tingut descendents que encara viuen.